# Кобервейн, Юзия
Юзия (Жозефина) Кобервейн (англ. Joséphine Koberwein; 1825—1893) — по некоторым утверждениям[кого?], внебрачная дочь императора Николая I.

## Биография
Родилась 12 мая 1825 года в Смоленской губернии.
Официально, Юзия — дочь Иосифа Васильевича (Осипа Венцеславовича) Кобервейна, тайного агента полиции. Мать — фрейлина шведского короля Густава IV Анна Мария Шарлотта де Рутенскельд (1791—1856; швед. Marianne de Rutenskiöld, Anna-Maria (Marianne) Charlotta (Charlotte) Rutenskiöld).

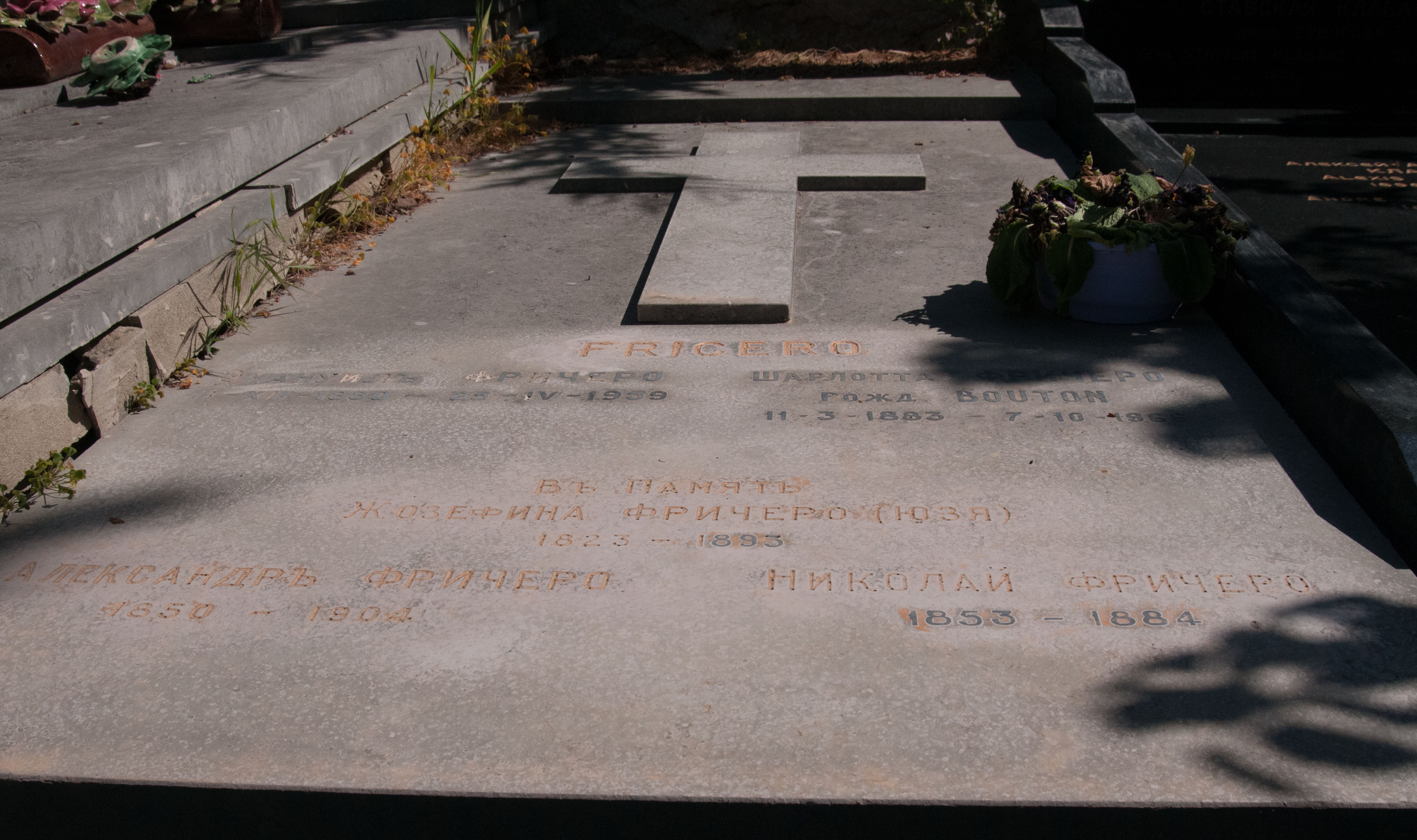
Могила семьи Фричеро. Ницца, Русское кладбище Кокад.

3 января 1849 года в Марселе вышла замуж за художника Жозефа Фрисеро. Так же, как и он, занималась живописью. В браке у них родилось четверо сыновей: Александр (1850—1904), Николай (1853—1884), Михаил (1858—1914) и Эммануэль (1861—1880), потомки которых до сих пор живут в Ницце.
Умерла 23 февраля 1893 года в Ницце, где и похоронена.